# Paróquia Santo Antônio (Coronel Fabriciano)
A Paróquia Santo Antônio é uma divisão da Igreja Católica sediada no município brasileiro de Coronel Fabriciano, no interior do estado de Minas Gerais. A paróquia faz parte da Diocese de Itabira-Fabriciano, estando situada na Região Pastoral III.
A sede paroquiana é representada pela Igreja Matriz de Santo Antônio do bairro Melo Viana. A paróquia engloba parte dos bairros do distrito Senador Melo Viana.

## História e descrição

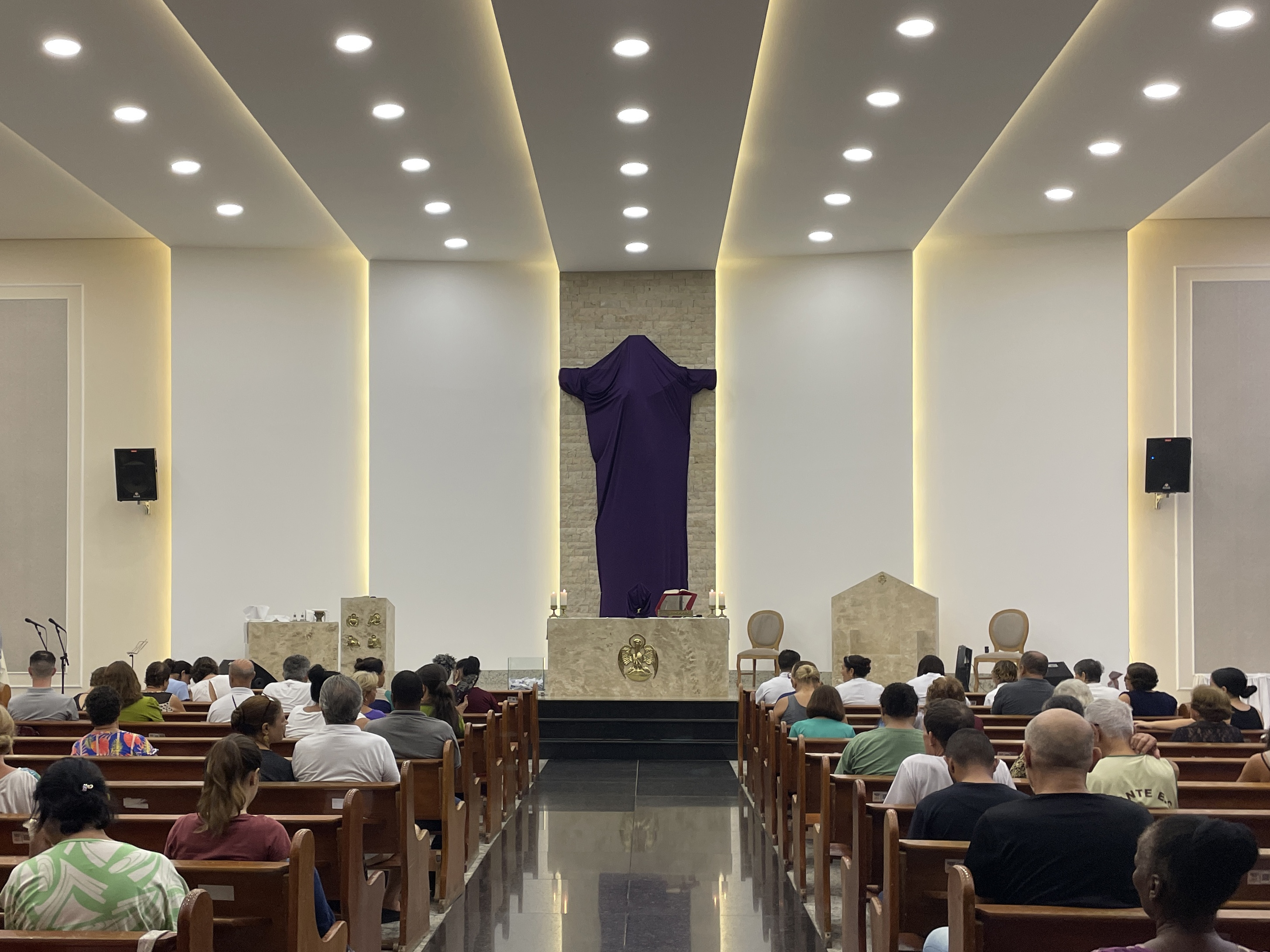
Interior da Igreja Matriz de Santo Antônio antes de uma celebração

A devoção a Santo Antônio em Coronel Fabriciano remonta à época do surgimento do povoado de Santo Antônio do Calado, também chamado de Santo Antônio de Piracicaba, na região do atual bairro Melo Viana, por volta de 1919. João Teixeira Benevides, um dos primeiros moradores, doou terras para a construção de equipamentos como a primeira escola da localidade, cemitério e uma igreja dedicada a Santo Antônio. A área onde se encontra a igreja que sedia a paróquia possuía um cemitério em anexo, porém João Teixeira providenciou espaço para a construção de outro posteriormente, onde atualmente está a Praça da Bíblia.
A criação da Paróquia Santo Antônio ocorreu em 20 de janeiro de 1963, correspondendo às comunidades do distrito Senador Melo Viana. Contudo, sua coordenação ainda dependeu durante algum tempo dos Missionários Redentoristas que atuavam na Paróquia São Sebastião, com sede no Centro de Fabriciano. Em 1970, passou por reestruturação e com a vinda dos Missionários Xaverianos, em 1981, houve uma maior independência em relação à paróquia vizinha, passando a contar com padres e párocos próprios permanentes.
No decorrer da década de 1980, houve uma reorganização das comunidades, com a construção de salões, salas e Igrejas. O Santuário Nossa Senhora da Piedade, situado no bairro Córrego Alto, então parte da paróquia, veio a ser inaugurado como santuário diocesano em 18 de outubro de 1998. Em 14 de fevereiro de 2011, a Paróquia Santo Antônio cedeu território para a emancipação da Paróquia São Francisco Xavier. Havia um total de 27 comunidades, passando a oito a partir de então. Em 2023, ano em que a paróquia completou 60 anos, foi iniciada uma ampla reforma na Igreja Matriz de Santo Antônio.